# Adenia saxicola
Adenia saxicola är en passionsblomsväxtart som beskrevs av William Grant Craib. Adenia saxicola ingår i släktet Adenia och familjen passionsblomsväxter. Inga underarter finns listade i Catalogue of Life.